# Sybra guamensis
Sybra guamensis là một loài bọ cánh cứng trong họ Cerambycidae.